# Christian David Ginsburg

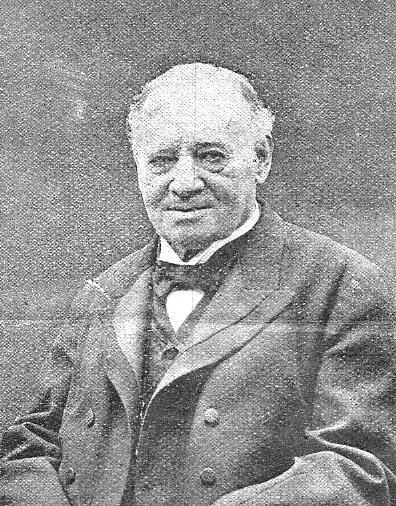
Retrato de Christian David Ginsburg.

Christian David Ginsburg (25 de diciembre de 1831, en Varsovia, Polonia del Congreso, Imperio ruso (ahora en Polonia) - 7 de marzo de 1914, Palmers Green, Middlesex, Inglaterra) fue un polaco de nacimiento, británico, erudito de la Biblia y estudiante de la tradición masoreta en el judaísmo.

## Infancia
Él nació en una familia judía en Varsovia el 25 de diciembre de 1831, se convirtió al cristianismo a la edad de 15 años.

## Obras
Llegando a Inglaterra poco tiempo después de la finalización de su educación en el Colegio Rabínico en Warsaw, Ginsburg continuó su estudio de las Escrituras hebreas, con especial atención al Megillot. El primer resultado de esos estudios fue un traducción del Cantar de los Cantares, con un comentario histórico y crítico, publicado en 1857. Una traducción similar de Eclesiastés, seguida por treatises de los Caraítas, los Esenios, y los Cábalas, mantuvo al autor prominentemente antes de los estudiantes bíblicos mientras él estaba preparando la primera sección de su magnum opus (obra maestra), el estudio crítico de la Masora.

### Magnum opus
Comenzó en 1867 con la publicación de la Introduction to the Rabbinic Bible, Hebrew and English, with notices (Introducción a la Biblia Rabínica, hebreo e inglés, con noticias) de Jacob ben Hayyim, y el Masoret haMasoret de Elias Levita, en hebreo, con traducción y comentario, Ginsburg obtuvo rango como un emenente erudito bíblico. En 1870 fue nombrado como uno de los primeros miembros del comité para la revisión de la versión del Antiguo Testamento en inglés bajo contrato con la Sociedad Bíblica Trinitaria. Su vida-trabajo culminó en la publicación de la Masora, en tres volúmenes (1880–1886), continuando con la Massoretico-critical edition of the Hebrew Bible (Edición masorético-crítica de la Biblia hebrea) (1894), y la elaboración de la introducción a ella (1897).
Ginsburg tuvo un predecesor en el campo, el sabio Jacob ben Hayyim, quien en 1524-1525 hubo publicado la segunda Rabbinic Bible (Biblia Rabínica), que contiene lo que hasta ahora ha sido conocido como la Masora; pero tampoco fueron material disponible ni era lo suficientemente avanzada en criticismo para una edición completa. Ginsburg tomó el asunto, casi se quedó fuera por esos primeros pioneros, y recogió partes de la Masora de los manuscritos innumerables dispersos por Europa y Oriente. Ginsburg publicó Facsimiles of Manuscripts of the Hebrew Bible (Facsimiles de manuscritos de la Biblia hebrea) (1897 and 1898), y The Text of the Hebrew Bible in Abbreviations (El texto de la Biblia hebrea en abreviaturas) (1903), en adición a un ha tratado crítico En la relación al que llamamos Códice Babilónico del 916 E.C. de la Recensión Oriantal del Texto Hebreo (1899, para circulación privada). En la última obra mencionada el intenta demostrar que el Códice de Sn. Petersburgo, durante muchos años aceptado como el texto genuino de la Escuela babilónica, es en realidad un texto palestino cuidadosamente modificado para hacerlo conforme a la recensión babilónica. El subsecuentemente llevó a cabo la preparación de una edición nueva de la Biblia hebrea para la Sociedad Bíblica Británica y Extranjera.

### Otros
El también contribuyó en varios artículos de la Encyclopaedia de John Kitto, El Dictionary of Christian Biography (Diccionario de biografía cristiana) de William Smith (lexicógrafo), y la Encyclopædia Británica (1877–1887).